# 切爾納 (維諾吉拉季夫區)
48°8′13″N 23°11′28″E / 48.13694°N 23.19111°E
切爾納（烏克蘭語：Черна），是烏克蘭西部的村莊，隸屬外喀爾巴阡州的貝雷霍韋區。該村始建於1300年，面積5.3平方公里，海拔高度155米，2001年人口2,226，人口密度每平方公里420人。